# Шахтар (Конотоп)
«Шахтар» — український аматорський футбольний клуб з міста Конотоп Сумської області.

## Назви
- 1953—1977: «Шахтар»;
- 2000—2016: «Шахтар»;
- 2017—2019: «Колос-Шахтар»;
- 2020—: «Шахтар-ДЮСШ ім. Маміашвілі».

## Історія
Команда була заснована 1953 року на базі заводу «Червоний металіст», що з-поміж іншого виробляє й устаткування для вугіллявидобувних шахт. Надалі команда один раз виграла чемпіонат Сумської області (1968 року) і тричі — Кубок (1959, 1965 і 1969). Слід відзначити, що демонструвати вищі та стабільніші результати команді заважав постійний відтік найталановитіших гравців у сумські колективи. З 1977 року в змаганнях участі не брала.
2000 року «Шахтар» відродили завдяки зусиллям заступника директора заводу Володимира Волкогона, і вже через рік команда знову стала найкращою в області. Відтоді клуб неодмінно входив в претенденти на золото, яке здобували час від часу, пробували свої сили й на республіканській арені − в першості країни серед колективів фізкультури.
2005 року президентом клубу став місцевий бізнесмен Олександр Кирій, після чого «Шахтар» значно покращив своє фінансове становище. Активно почала розбудовуватись клубна та міська футбольна інфраструктура, почали вкладатися кошти в дитячо-юнацький футбол. Була реконструйована головна арена міста − «Юність», приводиться до ладу інший стадіон − «Локомотив». Як наслідок, у 2009 року конотопський «Шахтар» зробив «золотий» хет-трик, завоювавши чемпіонський титул, кубок та суперкубок області.
2012 року «Шахтар» виграв свій сьомий чемпіонат області, достатньо впевнено випередивши свого основного суперника в останні 2 роки — команду «Локомотив» з міста Дружба. Також підкорилися клубу з Конотопа Кубок (дев'ять разів) та Суперкубок (сім разів) Сумщини.
2013 року «Шахтар» виграв Кубок Губернатора Сумщини, у фіналі обігравши клуб Першої ліги «Суми» (1:0)

## Кольори клубу
| Білий | Чорний | Помаранчевий |

## Досягнення
- Чемпіон Сумської області: 1968, 2001, 2004, 2006, 2007, 2009, 2012
- Володар Кубка Сумської області: 1959, 1965, 1969, 2002, 2003, 2004, 2009, 2010, 2012
- Володар Суперкубка Сумської області: 2010, 2012
- Володар Кубка Михайла Фоменка: 2004, 2005, 2007, 2008, 2009
- Володар Кубка голови Сумської ОДА: 2013

## Статистика виступів на професійному рівні
| Сезон   | Чемпіонат     | Чемпіонат | Чемпіонат | Чемпіонат | Чемпіонат | Чемпіонат | Чемпіонат | Чемпіонат | Кубок           | Кубок | Кубок | Кубок | Кубок | Кубок | Кубок | Примітка                                           |
| Сезон   | Ліга          | Місце     | І         | В         | Н         | П         | М         | О         | Етап            | І     | В     | Н     | П     | М     | О     | Примітка                                           |
| ------- | ------------- | --------- | --------- | --------- | --------- | --------- | --------- | --------- | --------------- | ----- | ----- | ----- | ----- | ----- | ----- | -------------------------------------------------- |
| 1997/98 | Друга Група В | 7 з 17    | 30        | 11        | 12        | 7         | 27−27     | 45        | Попередній етап | 1     | 0     | 0     | 1     | 0−1   | 0     | знявся із змагань до початку наступного чемпіонату |
| Усього  | Друга         | 1 сезон   | 30        | 11        | 12        | 7         | 27−27     | 45        | >1 сезон        | 1     | 0     | 0     | 1     | 0−1   | 0     |                                                    |

## Гравці команди
- Василь Баранов (1998)
- Сергій Серженко (1997)